# Catasetum gardneri
Catasetum gardneri es una especie de orquídea de hábito terrestre, originaria de Brasil.

## Descripción
Es una especie de orquídea de tamaño mediano que prefiere el clima cálido, es de hábito terrestre con pseudobulbos fusiformes, algunos curvos envueltos completamente por vainas de hojas y que llevan 8 hojas, linear-oblanceoladas, de color verde medio, plegadas, con 3 nervaduras prominentes. Florece en otoño hasta principios de invierno en una inflorescencia erecta masculina, a semi-erecta de 60 cm de largo, que llevan flores no resupinadas, todas mirando en la misma dirección.

## Distribución y hábitat
Se encuentra en el este de Brasil en las elevaciones bajas cerca de la costa en suelos arenosos.

## Taxonomía
Catasetum gardneri fue descrito por (C.Morren) Lindl. y publicado en Orchis. Monatsschrift der Deutschen Gesellschaft für Orchideenkunde 8: 84. 1914.
Etimología
Ver: Catasetum
gardneri: epíteto otorgado en honor del botánico George Gardner.
Sinonimia
- Catasetum fimbriatum (Gardner) Rchb.f. 1872
- Monachanthus fimbriatus Gardner 1839[1][3]